# Шведчиков, Александр Сергеевич
Александр Сергеевич Шведчиков (бел. Аляксандр Сяргеевіч Шведчыкаў; род. 20 июля 2003, Минск) — белорусский футболист, нападающий клуба БАТЭ.

## Карьера

### БАТЭ

#### Аренда в «Молодечно-2018»
Воспитанник футбольной академии столичного «Минска». Первым тренером футболиста был Александр Сергеевич Михайлов. Позже футболист перебрался в структуру борисовского БАТЭ. В 2021 году футболист стал выступать за дублирующий состав клуба. В январе 2023 года футболист на правах арендного соглашения присоединился к клубу «Молодечно-2018» до конца сезона. Дебютировал за клуб футболист 2 апреля 2023 года в матче против гомельского «Локомотива», выйдя на поле в стартовом составе и отличившись дебютным забитым голом. На протяжении сезона футболист был в клубе одним из ключевых игроков, отличившись 7 забитыми голами и голевой передачей. По окончании срока арендного соглашения футболист покинул молодечненский клуб.

#### Сезон 2024
В январе 2024 года футболист присоединился к основной команде борисовского БАТЭ, вместе с которым стал готовиться к новому сезону. Дебютировал за клуб футболист 6 марта 2024 года в четвертьфинальном матче Кубка Беларуси против минского «Динамо», выйдя на замену в начале второго тайма. В следующем ответном матче 10 марта 2023 года против минского «Динамо» отличился дебютными результативной передачей и забитым голом. Дебютный матч в чемпионате сыграл 16 марта 2024 года против столичного «Минска», выйдя на поле в стартовом составе. В марте 2024 года подписал с клубом новый двухлетний контракт.
В июле 2025 года вернулся в борисовский БАТЭ после полугодичной аренды в дзержинском «Арсенале», сыграв за первый круг сезона-2025 высшей лиги 4 матча. Сразу после возвращения попал в основной состав БАТЭ-2 в матче первой лиги против «Бумпрома».

## Международная карьера
В марте 2024 года футболист получил вызов в молодёжную сборную Беларуси для участия в квалификационных матчах молодёжного чемпионата Европы. Дебютировал за сборную футболист 22 марта 2024 года в матче против сборной Греции.